# Knute Rockne All American
Knute Rockne All American è un film del 1940 diretto da Lloyd Bacon e William K. Howard.
È un film biografico a sfondo sportivo statunitense con Pat O'Brien, Gale Page e Ronald Reagan. Racconta la storia di Knute Rockne, allenatore di football della Università di Notre Dame dal 1918 al 1930 (il film parte nel 1892).

## Produzione
Il film, diretto da Lloyd Bacon e, non accreditato, William K. Howard su una sceneggiatura di Robert Buckner, fu prodotto da Robert Fellows, come produttore associato, per la Warner Bros. (la produzione è accreditata nei titoli come " A Warner Bros.--First National Picture") e girato nei Warner Brothers Burbank Studios a Burbank, California, e nella Università di Notre Dame, South Bend, Indiana, dal 2 aprile 1940.

## Distribuzione
Il film fu distribuito negli Stati Uniti dal 5 ottobre 1940 (première a South Bend, Indiana, il 4 ottobre) al cinema dalla Warner Bros.
Altre distribuzioni:
- in Finlandia il 27 settembre 1942 (Hänen viimeinen ottelunsa)
- in Brasile (Criador de Campeões)
- nel Regno Unito (A Modern Hero)

## Riconoscimenti
Una battuta del film ("Dì loro di tirare fuori tutte le energie e vincere per il Gipper", "Tell 'em to go out there with all they got and win just one for the Gipper" in lingua originale) è stata inserita nel 2005 nella lista delle cento migliori citazioni cinematografiche di tutti i tempi stilata dall'American Film Institute, nella quale figura all'89º posto.